# Джони Кеш
Джон Р. Кеш (на английски: John R. Cash), известен като Джони Кеш (Johnny Cash), е американски певец, автор на песни и писател, носител на няколко награди „Грами“.
Макар че е известен преди всичко като емблематична фигура на кънтри музиката, някои от песните му навлизат и в други стилове, като рокабили, рокендрол, блус, фолк и госпъл. Джони Кеш е известен със своя специфичен плътен глас, с характерния ритмичен звук на своята поддържаща група „Тенеси Трий“ и със своето тъмно облекло, на което дължи прозвището си „Човекът в черно“.
Голяма част от песните на Джони Кеш, особено тези от края на неговата кариера, отразяват темите за скръбта, моралните изпитания и изкуплението. Някои от най-популярните му песни са „I Walk the Line“, „Folsom Prison Blues“, „Ring of Fire“, „Get Rhythm“ и „Man in Black“. Автор е и на хумористични песни като „One Piece at a Time“ и „A Boy Named Sue“, както и на „Jackson“, дует с бъдещата му съпруга Джун Картър.
Джони Кеш е вярващ протестант, изследовател на Библията и автор на романа с християнско съдържание „Man In White“. Той издава и запис, в който рецитира цялото съдържание на Новия завет.

## Биография

### Ранни години
Джони Кеш е роден на 26 февруари 1932 година в Кингсленд, Арканзас, в селско семейство с главно английски и шотландски произход. Той има шестима братя и сестри, сред които е музикантът Томи Кеш. През 1935 година семейството се премества в Дайес, новосъздадена колония за оземляване на бедни семейства при Новия курс. От петгодишен той работи в памучните ниви на семейството. Фермата преживява тежко наводнение, което по-късно вдъхновява песента му Five Feet High and Rising. Тежкото положение на семейството му през Голямата депресия оказва силно влияние върху неговите песни.

### Ранна кариера
„Johnny Cash with His Hot and Blue Guitar“ е дебютният албум на Джони Кеш, издаден на 11 октомври 1957 г.

### 80-те години
През 1985 г. Джони Кеш се присъединява към супергрупата „Хайуеймен“ която е съставена от четиримата най-нашумели кънтри звезди по това време – Крис Кристофърсън, Уейлън Дженингс, Уили Нелсън и Джони Кеш. През краткия, но невероятно успешен, период на супергрупата от 1985 до 1995 г., Джони Кеш записва с нея 3 емблематични за кънтри музиката албума – „Разбойник“, „Разбойник 2“ и „Пътят продължава вечно“. Това е период през който Джони Кеш успява заедно с „Хайуеймен“ да популяризира повечето от авторските си песни които оставят дълбока следа в жанра.

## Дискография

### Студийни албуми
- Johnny Cash with His Hot and Blue Guitar (1957)
- Sings the Songs That Made Him Famous (1958)
- The Fabulous Johnny Cash (1959)
- Greatest! (1959)
- Songs of Our Soil (1959)
- Sings Hank Williams (1960)
- Ride This Train (1960)
- Now, There Was a Song! (1960)
- Now Here’s Johnny Cash (1961)
- The Sound of Johnny Cash (1962)
- All Aboard the Blue Train (1962)
- Blood, Sweat, and Tears (1963)
- The Original Sun Sound of Johnny Cash (1964)
- I Walk the Line (1964)
- Bitter Tears: Ballads of the American Indian (1964)
- Orange Blossom Special (1965)
- Sings the Ballads of the True West (1965)
- Everybody Loves a Nut (1966)
- Happiness Is You (1966)
- From Sea to Shining Sea (1968)
- Hello, I’m Johnny Cash (1970)
- Man in Black (1971)
- A Thing Called Love (1972)
- America: A 200-Year Salute in Story and Song (1972)
- Any Old Wind That Blows (1973)
- Ragged Old Flag (1974)
- Junkie and the Juicehead Minus Me (1974)
- The Johnny Cash Children’s Album (1975)
- John R. Cash (1975)
- Look at Them Beans (1975)
- One Piece at a Time (1976)
- The Last Gunfighter Ballad (1977)
- The Rambler (1977)
- I Would Like to See You Again (1978)
- Gone Girl (1978)
- Silver (1979)
- Rockabilly Blues (1980)
- The Baron (1981)
- The Adventures Of Johnny Cash  (1982)
- Johnny 99 (1983)
- Rainbow (1985)
- Johnny Cash Is Coming to Town (1987)
- Classic Cash: Hall of Fame Series (1988)
- Water from the Wells of Home (1988)
- Boom Chicka Boom (1990)
- The Mystery of Life (1991)
- American Recordings (1994)
- Unchained (1996)
- American III: Solitary Man (2000)
- American IV: The Man Comes Around (2002)
- Unearthed (2003)
- American V: A Hundred Highways (2006)
- American VI: Ain’t No Grave (2010)
- Out Among the Stars (2014)